# Renate Breuer
Renate Breuer (Berlim, 1 de dezembro de 1939) é uma ex-canoísta de velocidade alemã na modalidade de canoagem.

## Carreira
Foi vencedora da medalha de Prata em K-1 500 m em Cidade do México 1968.